# Coccophagus saintebeauvei
Coccophagus saintebeauvei är en stekelart som beskrevs av Girault 1917. Coccophagus saintebeauvei ingår i släktet Coccophagus och familjen växtlussteklar.
Artens utbredningsområde är:
- Eritrea.
- Kenya.
- Uganda.

Inga underarter finns listade i Catalogue of Life.